# Крыжовниковая тля
Крыжовниковая тля (лат. Aphis grossulariae) — однодомный вид тли из семейства настоящей тли (Aphididae). Вредитель плодовых культур (в основном крыжовника и чёрной смородины).

## Описание
Тело широкоовальное, длиной 1,8—2,2 мм. Жёлто-зелёная, зелёная. Усики примерно равны половине длины тела, у основательниц шести-члениковые, иногда с неразделённым третьим и четвёртым члениками. Шпиц последнего членика усика в 2,1—2,3 раза длиннее основания этого членика. Трубочки длиннее хвостика. Яйца чёрные, продолговатые, блестящие.

## Жизненный цикл
Во время распускания почек крыжовника и смородины вышедшие из яиц личинки тли сначала скапливаются на верхушках почек, а потом поселяются на черешках молодых листьев. Докормившиеся личинки превращаются в живородящих самок-основательниц, а затем в крылатых самок-расселительниц, которые занимаются закладкой новых колоний на верхушечных листьях побегов. В течение лета тля размножается в нескольких поколениях без оплодотворения, но к осени появляется разнополое поколение, самки которого и откладывают яйца на зимовку.

## Хозяйственное значение
Повреждает крыжовник и смородину, в основном чёрную. Поселяется на нижней стороне листьев и черешках смородины. Лист стягивается по жилкам, подгибается краями на нижнюю сторону, при более сильных повреждения сбивается в комок. Черешки листьев искривляются, и рост их приостанавливается. Внутри таких комков и находятся колонии тли.